# Univerzalni čas
Univerzalni čas  (oznaka UT ali Universal time) je čas, ki je osnovan na vrtenju Zemlje. 
Ta čas je od leta 1928 nadaljevanje Greenwiškega srednjega časa (GMT), ki je srednji Sončev čas na poldnevniku, ki poteka preko Greenvicha. Greenwiški srednji čas se pogosto uporablja tudi kot sopomenka (sinonim) za univerzalni čas. Od leta 1972 je osnovan na mednarodnem atomskem času. V praktični uporabi pa sta univerzalni čas in srednji grinviški čas enaka.
Univerzalni čas obstoja v večjem številu različic, ki pa so vse osnovane na siderskem času. Vsaka od teh različic ima svojo oznako, da jih lahko razlikujemo med seboj.

## Univerzalni in standardni čas
Standardni čas je predlagal Sandford Fleming leta 1879. Po tem času bi celotno površino Zemlje razdelili na 24 časovne pasove široke 15° , v takšem pasu pa bi vse ure imele isti čas, med pasovi pa se bi razlikovale za 1 uro. Lokalni pas Kraljevega observatorij Greenwich je bil sprejet kot standard v letu 1884 na Mednarodni poldnevniški konferenci (v Washingtonu), kjer so sprejeli kot začetni poldnevnik greenviški poldnevnik. Po letu 1929 so vse pomembnejše države sprejele časovne pasove.
Vrtenje Zemlje spremlja posebna služba IERS (International Earth Rotation and Reference System Service). Mednarodna astronomska zveza (IAU) je vključena v določanje časovnih standardov, vendar ima končno besedo Mednarodna telekomunikacijska zveza (ITU ali International Telecommunication Union).
Vrtenje Zemlje je neenakomerno. Dolžina dneva se veča zaradi plimskega pospeška. Dolžina sekunde je bila določena z opazovanjem Lune med letoma 1750 in 1890. To je tudi povzročilo, da je srednji Sončev dan dandanes večji od 86.400 sekund. Ker je univerzalni čas neenakomeren, so astronomi uvedli efemeridni čas (ET), ki ga je pozneje nadomestil zemeljski čas (TT)

## Merjenje univerzalnega časa
Čas se lahko meri s pomočjo vrtenja Zemlje okoli vrtilne osi tako, da opazujemo kdaj določeno nebesno telo (npr. zvezda) prečka navidezni krajevni poldnevnik na nebesni krogli. Bolj pogosto pa se uporablja čas prečkanja Sonca. V novejšem času se univerzalni čas in njegov odnos do mednarodnega atomskega časa določa z uporabo interferometrije z veliko razdaljo med radioteleskopi pri opazovanju kvazarjev. 

## Različice univerzalnega časa
Uporablja se več različic univerzalnega časa:
- UT0 je univerzalni čas, ki se določi na observatoriju z opazovanjem dnevnega gibanja zvezd ali zunajgalaktičnih izvorov radijskega valovanja. Čas se ne popravlja za razliko med geografskim in vrtilnim polom. Vsaka lokacija na Zemlji ima različen čas UT0 (v resnici to sploh ni univerzalni čas).

- UT1 je glavna oblika univerzalnega časa. Dobi se iz opazovanega časa UT0 s popravki zaradi gibanja vrtilne osi Zemlje. Čas UT1 je enak na celi površini Zemje in je proporcionalen s kotom vrtenja Zemlje glede na fiksni koordinatni sistem. Ker pa vrtenje Zemlje ni enakomerno, ima čas UT1 napako ±3 ms na dan. Razmerje med UT1 in siderskim časom je določeno kot

0,997269566329084 − 5,8684×10−11T + 5,9×10−15T²
kjer je T enak številu julijanskih stoletij (vsako ima 36525 dni), ki so pretekla od JD 2451545,0 (za J2000
- UT1R je zglajena (izravnana) različica časa UT1. Odstranjene so periodične spremembe zaradi plime. Vsebuje 62 izravnalnih vrednosti s periodo od 5,6 do 18,6 dni[1]

- UT2 je zglajena oblika časa UT1. Odstranjene so periodične sezonske spremembe. Določen je z enačbo :

{\displaystyle UT2=UT1+0.0220\cdot \sin(2\pi t)-0.0120\cdot \cos(2\pi t)-0.0060\cdot \sin(4\pi t)+0.0070\cdot \cos(4\pi t)\;{\mbox{sekund}}}
kjer je t čas izražen kot del  Besslovega leta.
Od 60-tih let prejšnjega stoletja se pri oddajanju radijskih časovnih signalov uporablja čas UT2. Z uvedbo časa UTC je čas UT2 izgubil na pomembnosti.
- UT2R je zglajena oblika časa UT1. Vključeni so sezonski popravki UT2 in plimski popravki UT1R. Ta čas je najbolj zglajena oblika univerzalnega časa. Njegova neenakomernost kaže nepredvidljive komponente pri vrtenju Zemlje kot so vreme, tektonika plošč in tokovi v notranjosti Zemlje.

- UTC  je atomski čas, ki je približek časa UT1. Uporablja se kot mednarodni standard na katerem je osnovan čas običajnih uporabnikov. Teče v skladu s mednarodnim atomskim časom. Običajno ima 86400 sekund na dan. Od UT1 se razlikuje največ za 0,9 s, kar omogoča redno dodajanje prestopne sekunde. V letu 2007 je tako dan imel 86401 s.UTC se lahko uporablja kot približek časa UT1. Razlika med UT1 in UTC se imenuje DUT1.

- UTC-SLS je čas UTC z zglajeno prestopno sekundo. To je modifikacija časa UTC, ki nima neenako dolgih dnevov. Ura teče enako kot pri času UTC, sprememba je samo v tem, da je zadnjih 1000 sekund v dnevu, ko se doda prestopna sekunda, spremenjenih tako, da ima dan vedno 86400 s [2]

- UTS je zglajeni univerzalni čas. To je nepomembna oblika časa UTC, ki ga interno uporablja služba IERS (International Earth Rotation and Reference System Service). Oznaka UTS se uporablja tudi za čas UTC-SLS[2]